# Anhedonie
Anhedonie wordt gedefinieerd als het niet meer (kunnen) ervaren van vreugde. Het is een van de meest bekende symptomen van een klinische depressie, maar anhedonie komt ook voor bij andere vormen van psychopathologie en mensen zonder psychische aandoeningen.

## Oorzaken
Theoretisch gezien kan het verschijnsel verklaard worden vanuit diverse theoretische psychologische invalshoeken:
- volgens de psychoanalyse kan anhedonie het gevolg zijn van een sluimerend intrapsychisch conflict
- volgens het behaviourisme kan anhedonie het gevolg zijn van een tekort aan belonende gedragsconsequenties of een teveel aan straffende gedragsconsequenties. Daarnaast kan er sprake zijn van klassieke conditionering, bijvoorbeeld als gevolg van traumatische ervaringen.
- volgens de cliëntgerichte psychotherapie kan anhedonie het gevolg zijn van het niet genoeg in contact zijn met de eigen gevoelens
- uit de medische wereld blijkt dat anhedonie een gevolg kan zijn van een tekort aan dopamine in de hersenen

Vanuit experimenteel klinisch oogpunt is anhedonie een mogelijke uitingsvorm van aangeleerde hulpeloosheid; een verlammende emotionele toestand die veroorzaakt wordt door het afnemen van elke controle over de bekrachtigers die een proefpersoon of proefdier krijgt uit zijn omgeving.

## Behandeling
Alle bovengenoemde psychotherapeutische stromingen hebben hun eigen nadruk op behandeling bij anhedonie. Zo zal binnen een psychoanalyse het intrapsychische conflict ter sprake worden gebracht, wordt er bij een gedragstherapie gezocht naar gedragsverandering om zo de hoeveelheid bevredigende bekrachtigers te doen toenemen en wordt bij cliëntgerichte psychotherapie gestreefd naar het in het hier en nu voelen van de eigen emoties.